# Rümikon
Rümikon là một đô thị ở huyện Zurzach, bang Aargau, Thụy Sĩ.

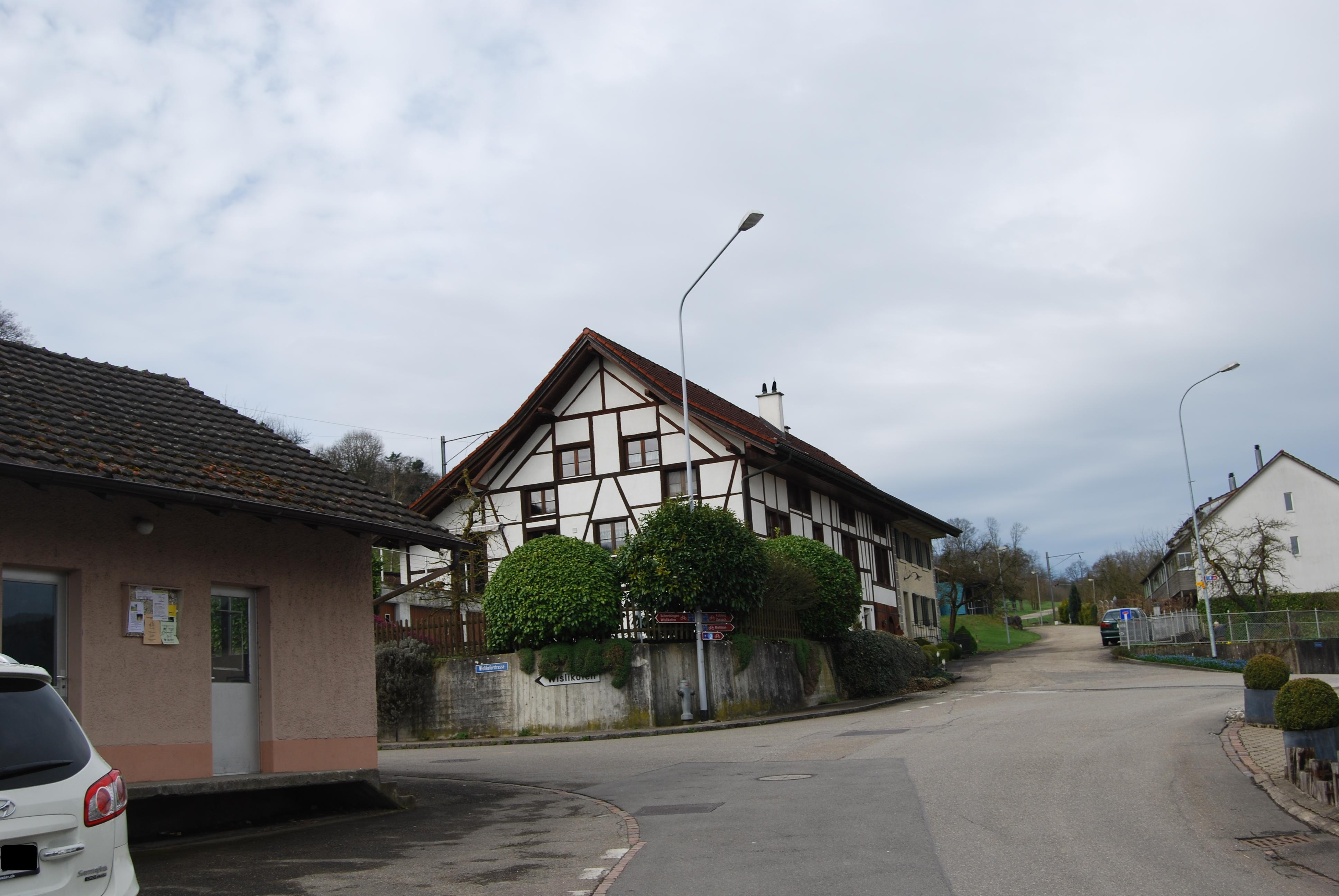
Rümikon